# الرباط يمن (يهر)

تعديل مصدري - تعديل

الرباط يمن هي إحدى قرى عزلة يهر بمديرية يهر التابعة لمحافظة لحج، بلغ تعداد سكانها 263 نسمة حسب تعداد اليمن لعام 2004.